# Kristin Fortune
Kristin Fortune ist eine ehemalige US-amerikanische Eiskunstläuferin, die im Eistanz startete.
Ihr Eistanzpartner war Dennis Sveum. Mit ihm nahm sie 1965 und 1966 an Weltmeisterschaften teil. 1966 in Davos wurden sie Vize-Weltmeister hinter den Briten Diane Towler und Bernard Ford.

## Ergebnisse

### Eistanz
(mit Dennis Sveum)
| Wettbewerb / Jahr                | 1965 | 1966 |
| -------------------------------- | ---- | ---- |
| Weltmeisterschaften              | 5.   | 2.   |
| US-amerikanische Meisterschaften | 1.   | 1.   |

| Personendaten    | Personendaten                     |
| ---------------- | --------------------------------- |
| NAME             | Fortune, Kristin                  |
| KURZBESCHREIBUNG | US-amerikanische Eiskunstläuferin |
| GEBURTSDATUM     | 20. Jahrhundert                   |